# Lirokonit
Lirokonit, auch als Chalcophacit bzw. Chalcophasit oder unter seiner bergmännischen Bezeichnung Linsenerz bzw. Linsenkupfer bekannt, ist ein selten vorkommendes Mineral aus der Mineralklasse der „Phosphate, Arsenate und Vanadate“. Es kristallisiert im monoklinen Kristallsystem mit der chemischen Zusammensetzung Cu2Al[(OH)4|AsO4] • 4 H2O und entwickelt meist durchsichtige bis durchscheinende Kristalle von linsenförmigem oder dipyramidalem Habitus, aber auch körnige bis massige Mineral-Aggregate und blauer bis grüner Farbe bei hellblauer Strichfarbe.

## Etymologie und Geschichte
Benannt wurde das Mineral in Anlehnung an seinen zart hellblauen Strich nach den griechischen Worten λειρός für blass bzw. hell und κουία für Puder bzw. Pulver.
Erstmals gefunden wurde Lirokonit im Bergwerk „Wheal Gorland“ bei Gwennap in Cornwall (Großbritannien) und 1822 zunächst beschrieben von Friedrich Mohs, der das Mineral als Lirokon-Malachit bezeichnete. Wilhelm Ritter von Haidinger wandelte diese Bezeichnung 1825 bei der Übersetzung von Mohs' Werk Treatise on Mineralogy of the Natural History of the Mineral Kingdom in Lirokonit um.

## Klassifikation
In der mittlerweile veralteten, aber noch gebräuchlichen 8. Auflage der Mineralsystematik nach Strunz gehörte der Lirokonit zur Mineralklasse der „Phosphate, Arsenate und Vanadate“ und dort zur Abteilung der „Wasserhaltigen Phosphate mit fremden Anionen“, wo er zusammen mit Chalkophyllit, Coeruleit, Leogangit, Parnauit und Zapatalith eine eigenständige Gruppe bildete.
Die seit 2001 gültige und von der International Mineralogical Association (IMA) verwendete 9. Auflage der Strunz'schen Mineralsystematik ordnet den Lirokonit ebenfalls in die Klasse der „Phosphate, Arsenate und Vanadate“ und dort in die Abteilung der „Phosphate usw. mit zusätzlichen Anionen; mit H2O“ ein. Diese Abteilung ist allerdings weiter unterteilt nach der Größe der beteiligten Kationen und dem Stoffmengenverhältnis der weiteren Anionen zum Phosphat-, Arsenat- bzw. Vanadatkomplex, so dass das Mineral entsprechend seiner Zusammensetzung in der Unterabteilung „Mit ausschließlich mittelgroßen Kationen; (OH usw.) : RO4 > 3 : 1“ zu finden ist, wo es als einziges Mitglied die unbenannte Gruppe 8.DF.20 bildet.
Auch die vorwiegend im englischen Sprachraum gebräuchliche Systematik der Minerale nach Dana ordnet den Lirokonit in die Klasse der „Phosphate, Arsenate und Vanadate“ und dort in die Abteilung der „Wasserfreien Phosphate etc., mit Hydroxyl oder Halogen“ ein. Hier ist er als einziges Mitglied in der unbenannten Gruppe 42.02.01 innerhalb der Unterabteilung der „Wasserhaltigen Phosphate etc., mit Hydroxyl oder Halogen mit (AB)3(XO4)Zq × x(H2O)“ zu finden.

## Bildung und Fundorte

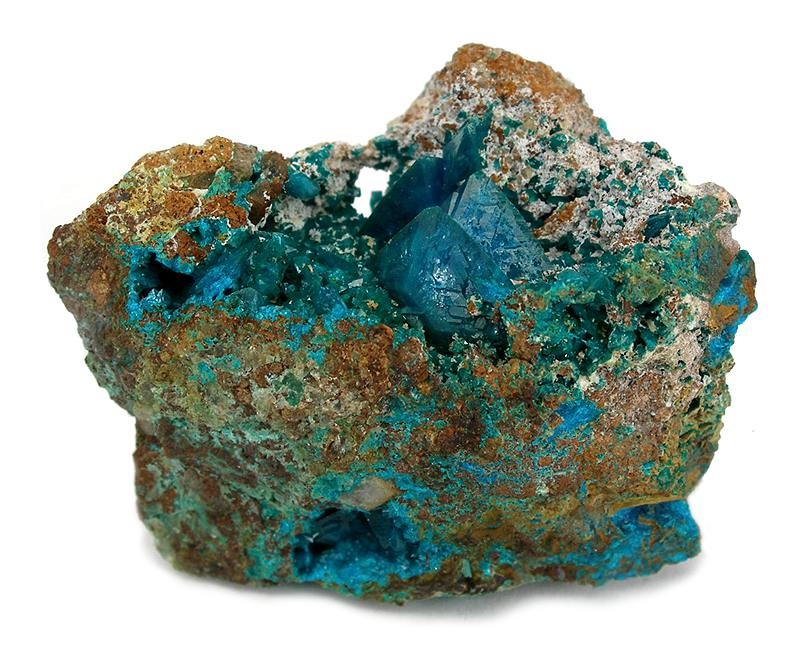
Lirokonit mit teilweiser Überkrustung aus Strashimirit aus Wheal Gorland, Cornwall, England

Lirokonit ist ein typisches Sekundärmineral und bildet sich in der Oxidationszone von Kupfer-Lagerstätten. Begleitminerale sind unter anderem Chalkophyllit, Cornwallit, Cuprit, Klinoklas, Malachit, Olivenit, Strashimirit und Limonit.
Insgesamt konnte Lirokonit bisher (Stand: 2011) an rund 20 Fundorten nachgewiesen werden. Neben seiner Typlokalität Wheal Gorland trat das Mineral im Vereinigten Königreich noch in den ebenfalls in Cornwall liegenden Gruben „Ting Tang Mine“ bei Carharrack „Wheal Unity“ bei Gwennap sowie in der „Engine Vein Mine“ bei Alderley Edge in der Grafschaft Cheshire, den „Providence Mines“ bei Lelant, der „Botallack Mine“ bei St Just in Penwith und der „Old Potts Gill Mine“ bei Potts Gill in Cumberland auf.
In Deutschland fand sich Lirokonit in der „Castor Mine“ bei Loope (Nordrhein-Westfalen), der „Altväter samt Eschig Mine“ bei Sayda (Sachsen) sowie am Tännig bei Bad Lobenstein und bei Ullersreuth (Thüringen).
Weitere Fundorte liegen in Australien, der Slowakei, Spanien und den Vereinigten Staaten (USA).

## Kristallstruktur
Lirokonit kristallisiert monoklin in der Raumgruppe I2/a (Raumgruppen-Nr. 15, Stellung 7) mit den Gitterparametern a = 12,66 Å; b = 7,56 Å; c = 9,91 Å und β = 91,3° sowie 4 Formeleinheiten pro Elementarzelle.